# Comuna Kosteantînivka, Lîpoveț
Kosteantînivka (în ucraineană Костянтинівка) este o comună în raionul Lîpoveț, regiunea Vinnița, Ucraina, formată din satele Ciuprînivka, Kosteantînivka (reședința) și Petrivka.

## Demografie
Componența lingvistică a satului Kosteantînivka
     Ucraineană (99,1%)
     Alte limbi (0,7%)
Conform recensământului din 2001, majoritatea populației satului Kosteantînivka era vorbitoare de ucraineană (99,1%), existând în minoritate și vorbitori de alte limbi.